# 済州国際自由都市開発センター
済州国際自由都市開発センター(JDC、Jeju Free International City Development Center)は、「済州国際自由都市基本計画(2001年11月)」及び「済州特別自治道設置及び国際自由都市造成の為の特別法」によって済州島を支援し済州国際自由都市の開発を促進させる為に設立された国土海洋部傘下の特殊法人であり、公共機関に指定されている。

## 沿革
- 2002年 1月 ： 済州国際自由都市特別法公布
- 2002年 5月 ： 済州国際自由都市開発センター設立
- 2002年 12月 ： JDC 免税店開店
- 2005年 4月 ： 本社済州移転
- 2005年 6月 ： 済州先端科学技術団地着工
- 2007年 10月 ： リゾート型住居団地着工
- 2007年 12月 ： 神話歴史公園及び西帰浦観光美港着工
- 2008年 8月 ： ベルジャヤ（Berjaya）済州リゾート合作法人発足
- 2009年 5月 ： 済州航空宇宙博物館着工
- 2009年 6月 ： 英語教育都市着工
- 2009年 9月 ： 西帰浦観光美港 第1段階事業竣工
- 2009年 11月 ： リゾート型住居団地外国人投資地区指定
- 2010年 3月 ： 済州先端科学技術団地竣工
- 2010年 8月 ： NLCS Jeju 着工
- 2011年 9月 ： NLCS Jeju 開校

## 主要事業

### 英語教育都市(Jeju Global Education City)
- 位置 ： 済州特別自治道西帰浦市大静邑一円
- 事業期間： 2008年～2015年(2011年示範学校開校)
- 主要施設： 英語専用小・中・高校国際学校(12ヶ所)、外国教育機関(海外大学及び大学院)、教育・文化施設、住居・商業施設